# Centrale nucleare di Leibstadt
La centrale nucleare di Leibstadt, abbreviata KKL, è situata nel comune di Leibstadt (Canton Argovia, in Svizzera) sulle sponde del fiume Reno e vicino ai confini con la Germania. È la centrale nucleare svizzera più recente.